# Gatherley Castle
Gatherley Castle war ein Herrenhaus an der Great North Road in der englischen Verwaltungseinheit North Yorkshire.

## Geschichte
Der genaue Bauzeitraum des Hauses ist genauso wenig bekannt wie sein Architekt. Die Art seiner Schiebefenster und seiner Verdachungen weist allerdings auf eine Bauzeit zwischen 1830 und 1840 hin.
Henry de Burgh-Lawson (1817–1892) gehörte es in den 1870er-Jahren. Mr Coatsworth aus Darlington bewohnte es ab 1892. Im Jahre 1900 kaufte es Miss Barningham (1860–1915), Tochter eines Stahlmagnaten aus Darlington, William Barningham. In einem Verzeichnis von 1889 wird das Anwesen erwähnt. Nach dem Tod von Miss Barningham war das Haus unbewohnt und die Inneneinrichtung wurde 1928 verkauft.
Im Zweiten Weltkrieg wurde Gatherley Castle von der British Army requiriert und diente zeitweise als Kriegsgefangenenlager für Deutsche und Italiener. Auch eine Suchscheinwerferbatterie war dort untergebracht, allerdings nicht in der Zeit des Lagers.
Edgar Lawson kaufte das Gelände und ließ das Herrenhaus 1963 abreißen.
100 Meter westlich des ehemaligen Herrenhauses steht heute ein Wohnhaus.

## Lodges
Das Anwesen hatte zwei Tore, an denen die Häuser North Lodge beziehungsweise South Lodge in lichtem Wald direkt an der Great North Road standen. Der Wald wurde 1963 für den Ausbau der Straße zur vierspurigen A1 abgeholzt, die Häuser blieben zunächst direkt an der A1 stehen und wurden als Wohnhäuser genutzt. 2016 wurden sie mit noch weiteren Gebäuden abgerissen, als dieser Abschnitt der A1 zur Autobahn ausgebaut wurde.